# Famille Cortinco
 (septembre 2024).
Améliorez-le ou discutez des points à vérifier. 
 (août 2024).
La famille Cortinco est une famille toscane implantée en Corse. Elle à donné la lignée des Cortinchi, seigneurs dans le nord-est du « Deçà des Monts ». Elle est éteinte en ligne agnatique.

## Origine desCortinchi
Le premier représentant de cette famille à apparaître dans la documentation écrite antérieure au XVe siècle, est Guido, fils de feu Ansaldo.
Dans le serment de fidélité qu'ils prêtent à la commune de Gênes le 11 novembre 1289, il apparaît qu'Ugono Cortinco de Petra'Ellerata est à la tête du lignage et de la seigneurie ; le château de Petralerata est détenu par son fils et son neveu - fils de sa sœur - qui sont qualifiés de châtelains et de gerentes vices suas de Ugono.

## La seigneurie Cortinco
Le "pays Cortinco" englobe la Castagniccia, ainsi que les pièves de Casinca et de Venaco. Il s'agit d'un grand fief unifié par les Cortinchi au XIVe siècle, mais qui, jusque-là, reste divisé entre les mains de nombreux lignages.
Au XIIIe siècle, les seigneurs de Loreto de Casinca (les Loretesi), des marquis de Massa et de Corse et les Cortinchi, se disputent la pieve de Casinca, un territoire densément peuplé, riche, au carrefour de routes importantes. La pieve est sous l'autorité des seigneurs de Loreto qui possèdent plusieurs fortifications. Au cours du siècle les Cortinchi, déjà implantés dans la piève limitrophe d'Ampugnani, tentent et parviennent rapidement à étendre leur autorité sur une partie de la Casinca.
En 1149, Guido, fils du défunt Ansaldo, renonça en échange d'un anneau d'or, à tous ses droits sur le château de Piombino qu'il avait acquis par mariage avec Vernaccia. L'acte est rédigé dans le château de Petralerata. Il est le point de départ d'une expansion territoriale dynamique et multidirectionnelle.
Le 11 novembre 1289, dans l'acte du serment de fidélité que les Cortinchi prêtent à la commune de Gênes, Ugono Cortinco de Petralerata apparaît à la tête du lignage et de la seigneurie ; le château de Petralerata est détenu par son fils et son neveu - fils de sa sœur - qui sont qualifiés de châtelains et de gerentes vices suas [de Ugono]. En 1324-25, Castruccio Castricani distingue trois branches :
- les Cortinchi de Petrelerata représentés par les frères ennemis : Ugo, marié à la fille de Giudice de Cinarca avec qui il a huit fils, et Guglielmo, marié à la fille de Manuele de Mari qui lui donne trois enfants mâles. Il s'agit alors de la plus puissante famille du nord de la Corse. Le titre de seigneur de Petrellerata bien que nom d'un simple château était le titre le plus respecté du Cismontu ; à cause de cela les autres titres des membres de la branches ne sont pas mentionnés autrement que par "Seigneur de Petrellerata".
- les Cortinchi de Lumito, qui contrôlent les pièves du nord de la Castagniccia et qui occupent des fonctions politiques et religieuses importantes dans ce secteur (podestats, recteurs, évêques de Mariana). Cette branche n'apparaît dans la documentation que vers le milieu du XIIe siècle. La branche portait les titres de comte de Lumito et comte d'Ampugnani (ainée), seigneur de Vescovato (cadette)
- les Cortinchi de Verde ne sont documentés qu'à partir de la première moitié du XIVe siècle, après s'être emparés de la seigneurie des marquis de Verde, encore mentionnés en 1289. Il s'agit, apparemment, de la seigneurie la plus modeste. En 1354 l'unique château est entre les mains de Guglielmo, miles de l'évêque d'Aléria. Le titre principal de cette branche est marquis de Verde et comte de Moriani.

## Filiation
```
Ansaldo († av. 1149)
 │  
 └──Guido
       │  
       ├──Iudicello (1289)
       │
       └──Ugono (1289)
          │ 
          ├──Guglielmo (1289)
          │    │
          │    └──Ugoneto (1289)
          │     
          └──(?)
               │
               ├──Ugo = fille de Giudice de Cinarca (1324-1325) 
               │    │
               │    ├──Salneangnolo
               │    │
               │    ├──Capporie
               │    │
               │    ├──Faccicio
               │    │
               │    ├──Ciaccolo
               │    │
               │    ├──Ughetto
               │    │
               │    ├──Upissinucio
               │    │
               │    └──Iudicello
               │           
               └──Guglielmo = fille de Manueli da Mare (1324-1325) 
                    │
                    ├──Vincentello
                    │
                    ├──Guelfuccio
                    │
                    └──Aldobre
```

## Les fortifications

### Castrum de Petrelerata
Perchée sur un piton rocheux au cœur de la vallée du Corsiglièse, dans la piève de Serra, cette fortification exerce le contrôle d'une vaste région accidentée, à la manière des castra du Cap Corse, de San Colombano de Giussani, soit l'une des principales vallées de la piève de Serra, s'ouvrant largement sur la vaste plaine d'Aléria et sur la mer. Le castrum de Petralerata, bâti sur un piton effilé aux versants abrupts qui s'élève à 60 m au-dessus de la crête, possède un caractère défensif inégalé dans l'île. Il est mentionné la première fois dans la documentation le 18 juin 1149.
Il s'agissait d'une tour quadrangulaire aux faibles dimensions, (seuls quelques fragments de murs sont visibles au sol), construite sur la plate-forme sommitale d'environ 20 m2 du piton d'une trentaine de mètres de hauteur. L'accès ne se fait qu'au moyen d'une périlleuse escalade du versant nord-ouest, au travers d'un étroit couloir vertical. Le texte de 1149 informe sur l'identité de son détenteur, Guido Cortinco qui reçoit dans son château les représentants de l'archevêque de Pise et de l'abbé de Falesia, pour renoncer à ses droits sur le castrum de Piombino qu'il avait acquis par mariage.
Le château de Petralerata est un chef-lieu, certainement le plus ancien possédé par le lignage des Cortinchi à qui il a donné son nom. Il se trouve à la tête de l'une des plus grandes seigneuries de l'île. Aux XIIIe et XIVe siècles, Le fief compte une douzaine de castra et couvre toute la Castagniccia et même quelques pièves situées au-delà du Tavignano. « L'énumération des biens en 1289 est éloquente ; on se limite à citer la forteresse de Petralerata et castris suis aliis ...  Alors que les autres châteaux de la seigneurie Cortinchi sont, au mieux, simplement mentionnés dans la chronique de Jacopo Doria lorsqu'ils font l'objet d'une attaque ou d'une négociation, Petralerata apparaît, lui, comme un enjeu majeur - Daniel Istria ».
Trois actes concernant la seule soumission du castrum. Le 17 juillet 1289, à deux reprises, Guglielmo, castellano de Petralerata, jure fidélité à la commune de Gênes ; une première fois en promettant de livrer un otage et une seconde fois en donnant son fils Ugonetto. Le 11 novembre de la même année, des seigneurs Cortinchi prêtent à nouveau serment à Luchetto Doria en promettant d'aider la Commune dans sa lutte contre Giudice de Cinarca. En signe de victoire, Luchetto Doria plante lui-même l'étendard génois au sommet de la tour de Petralerata.
Détruit durant la révolte, il est réoccupé et restauré au XVe siècle. En témoigne la céramique visible en surface, mais aussi des documents écrits qui attestent du rôle important joué par le château autour de 1450. Le plus souvent, les fortifications détruites sont occupées au XVe siècle par de petites garnisons génoises.
La forteresse de Petralerata construite dans un site naturel inexpugnable, perché et difficile d'accès, est encore perçue à la fin du XVe siècle, comme ayant une très forte valeur militaire et stratégique et fait toujours reculer les puissantes armées génoises.

### Castrum de Lumito
Depuis leur base de Petrelerata, les Cortinchi progressent vers le nord, mettant la pression sur les marquis Obertenghi implantés en Ampugnani, en Orezza et à Verde.
Leur château de Prunetule ne permettant pas de résister efficacement, pourrait les avoir décidés à se retirer, après avoir légué une grande partie de leurs biens à l'abbaye de Montecristo. Avec leur départ, les Cortinchi s'installent et construisent la fortification de Lumito, au cours du XIIIe siècle. Ce château a la fonction à la fois résidentielle et de commandement de la vallée, et sert de tête de pont pour la conquête de la Casinca.
Vers le milieu du XIIIe siècle, les écrits révèlent que les Cortinchi de Lumito sont en litige avec l'abbaye de Montecristo. En 1242, Opizo Pernice de Lumito, alors procurateur de la dîme du monastère, se heurte aux chanoines de Mariana qui refusent de payer l'impôt annuel qu'ils doivent au monastère. En 1243, le prêtre Alberto, prieur de l'église Santa Maria de Canovaria, fait appel à ce même personnage qui est alors qualifié de potestas rationis Corsice, pour régler le litige qui l'oppose à Angello della Romana qui détient une vigne, propriété de l'église, et qui refuse depuis plusieurs années, d'en payer le loyer. L'affaire semble se conclure par la donation d'une part du castrum de Lumito à l'abbaye.
Dans un écrit du 18 octobre 1390, l'abbaye de Montecristo qui a acquis le château, renouvelle la concession en fief d'un tiers des droits à Lenuccio et Guglielmuccio de Lumito, habitants du petit hameau situé à quelques dizaines de mètres de la fortification.
Le mur sud de la tour présente une superposition de trous de boulins qui laisse imaginer l'utilisation de perches, alors que ces trous sont décalés sur les autres murs. 
La tour ou donjon, de forme quadrangulaire (dimensions intérieures 5,7 x 4,7 x 5,6 x 4,8 m) a une superficie de 26 m2, avec la porte pratiquement de plain-pied. Le château comprend deux salles, une de 65 m2 et l'autre de 29 m2. À proximité étaient construites sept maisons.

### Castello Belfiorito-Vescovato

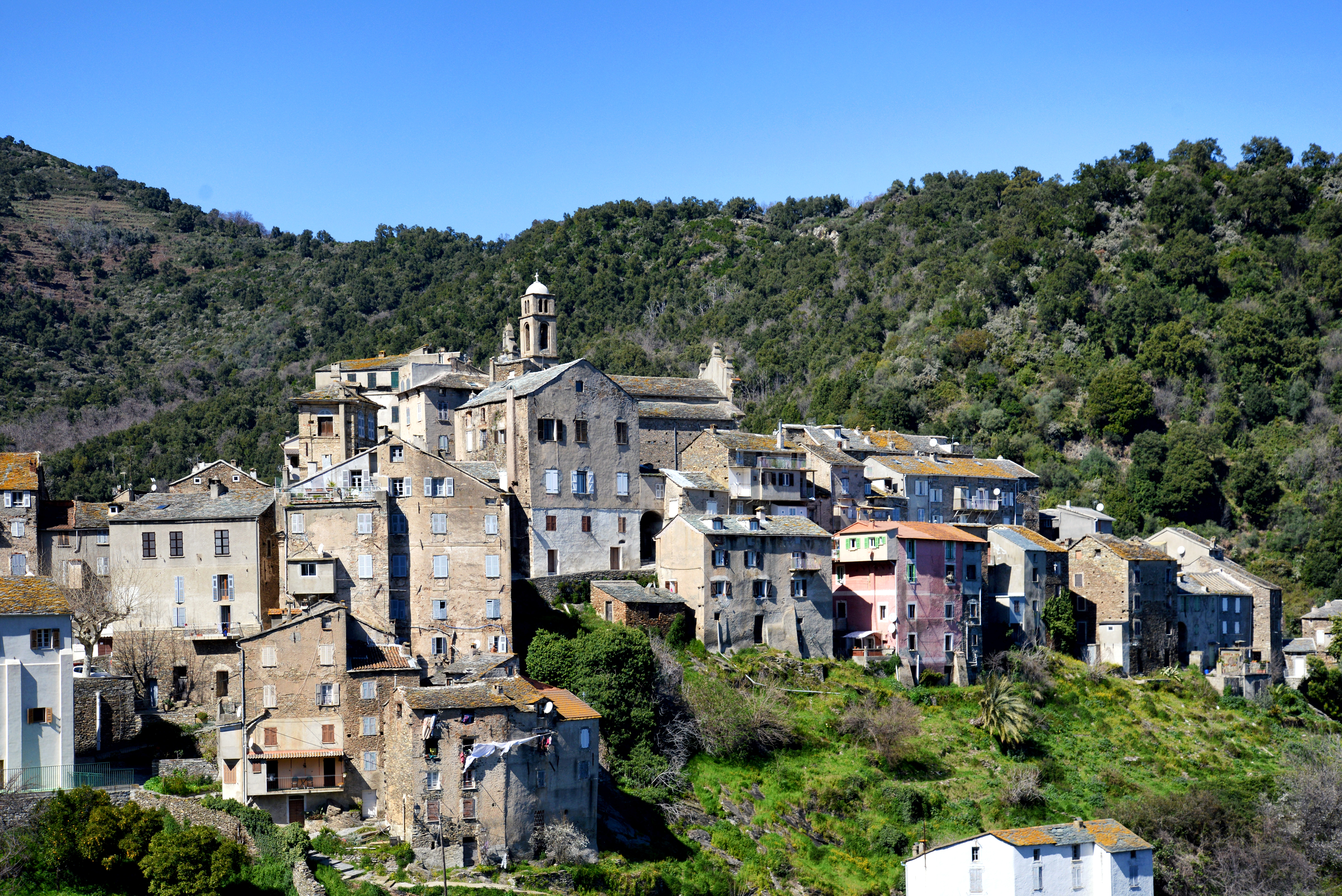
Vescovato de nos jours

La mainmise sur le diocèse de Mariana permet aux Cortinchi d'ériger le castrum Belfiorito-Vescovato, sur un éperon rocheux à moins de 2 km de Loreto. Le château de Belfiorito (qui signifie "joliment fleurie") est cité pour la première fois en 1289, dans la notice qui y est rédigée le 15 août 1289 du serment de fidélité prêté par les seigneurs Cortinchi de Lumito à Luchetto Doria : in Belfiorito, in castagneto apud ecclesiam. LIRG, XC; Libri iurium, 1080.
Selon les chroniques, c'est Opizo Pernice Cortinco (1218-1260 ?), évêque de Mariana, qui l'aurait fait édifier dans le courant du XIIIe siècle. La chronique de Jacopo Doria indique que l'évêque de Mariana en est le propriétaire en 1289, et que, en 1441 le prélat renonce à ses droits féodaux sur la population du castrum. Les chroniqueurs Ceccaldi et Filippini présentent ce castrum comme une résidence de confort pour l'évêque. Toutefois, d'après les récits, sa construction intervient après l'érection de la ligne de fortifications au sud de la pieve. Elle avait pour but de renforcer la surveillance de la seigneurie épiscopale. Le choix du site de Belfiorito-Vescovato semble motivé par la volonté de contrôler la route est-ouest qui longe la rive sud du fleuve et qui depuis l'embouchure du Golo permet de pénétrer vers l'intérieur des terres. D'autre part, l'objectif de la construction de ce castrum à l'initiative d'un évêque Cortinco, était peut-être de s'emparer de la Casinca, originellement soumise aux seigneurs de Loreto. Ceux-ci dans l'espoir de conserver un accès à la plaine et au littoral, réagissent en érigeant une fortification à Venzolasca où se développe une importante communauté à partir du XIVe siècle.
Le château Belfiorito-Vescovato est implanté sur le chemin qui, depuis la côte orientale et par le col de Chercheroni, conduit aux pièves de l'intérieur de l'île. Il permettait aux seigneurs de contrôler la circulation des marchandises, source importante de revenus. À cela, il faut ajouter la surveillance du mouillage et la gabelle de Poraja, située à l'embouchure du Golo.
De l'abbé Letteron : « C'était lui évêque (vescovo) qui était le fondateur du nouveau village. Il y bâtit pour sa sûreté le château appelé Belfiorito sur le haut de la colline où se dresse aujourd'hui l'église principale du pays, qui porte le titre de S. Martino ». L'appellation Vescovato ne semble pas antérieure au XVe siècle.
Aussitôt après sa construction, en raison de la résidence de l'évêque, le territoire commença à être habité par les gens des deux paroisses de San Michele et de San Mamiliano. Le livre de tailles de 1454 mentionne : cent soixante seize feux et demi-feux pour le village de Vescovato, cent seize pour Castellare, et cent soixante et onze pour Venzolasca peu après 1450.
Au XVIe siècle, dans un bref passage, Filippini ajouta au texte de Giovanni della Grossa que le seigneur de Belfiorito-Vescovato donna « le meilleur terrain tout près de la forteresse » à des exilés sardes pour qu'ils s'y installent.
En 1441, l'évêque de Mariana renonce complètement à ses droits féodaux sur les habitants du castrum de Belfiorito-Vescovato.

### Autres castra
En Casinca de nouvelles fortifications sont construites par les Cortinchi dans le courant du XIIIe siècle : à Castellare, San Giacomo et peut-être Pietramalla. Elles s'inscrivent dans la continuité topographique des plus anciennes : Prunetule et Sant' Angelo qui appartiennent aux marquis ou aux Loreto. Distantes de moins de 2 km, ces castra forment un rideau défensif au sud de la piève, qui permet de contrôler à la fois l'axe de pénétration est-ouest le long du Fium'Alto, et les axes nord-sud.
Les pièves de Venaco et de Talcini sont également sous le contrôle des Cortinchi. D'après les chroniqueurs, ces territoires ont été conquis sur les Amondaschi. Le réseau de fortifications Cuota, Riventosa, Tusani, Reio, Corte constitue une ligne nord-sud régulière qui coupe le territoire en son milieu. Chaque château est distant de l'autre de 2,5 à 3,5 km environ. Trois d'entre eux, Reio, Riventosa et Tusani, sont détruits en tout ou en partie par l'armée de Luchetto Doria en 1289.
Les autres châteaux de la seigneurie sont détenus par des membres du lignage dont il est difficile d'établir les liens de parenté exacts. Ils sont situés dans la région de Corte, de Venaco, d'Aléria.

## L'affaiblissement desCortinchi
Les prospections de surface, sondages et fouilles archéologiques réalisés à ce jour, attestent que la quasi-totalité des fortifications est détruite vers le milieu du XIVe siècle. On peut imputer les causes à la révolte anti-seigneuriale de 1357-1358, après les destructions opérées par l'armée de Luchetto Doria en 1289 .
En 1357-1358, une partie de la population de l'île, profitant de la situation de crise et du soutien des Génois, se soulève contre l'oppression des grandes familles seigneuriales. Ce mouvement anti-féodal avait parmi ses chefs Sambucucciu d'Alandu et Francesco d'Évisa. La révolte populaire conduit à une réorganisation générale des structures politico-administratives, l'île est placée sous l'autorité d'un gouverneur génois siégeant à Biguglia. Les anciennes seigneuries sont supprimées et remplacées par un nouveau découpage prenant comme base les pievi.
En 1366, les Cortinchi et les Bagnaia, associés aux De Mari et aux Avogari, échouent dans leur tentative d'assassiner le gouverneur afin de récupérer leurs territoires et leurs prérogatives. Selon la chronique de Giovanni della Grossa, le mouvement insurrectionnel parvint rapidement à la destruction de tous les châteaux, excepté quatre.

## Héraldique

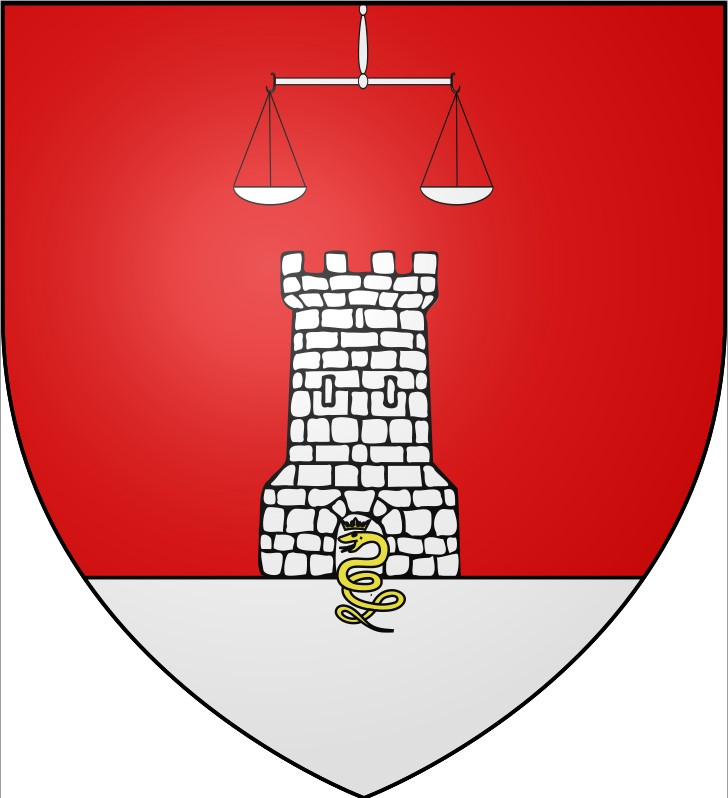
Armoiries de la branche de Petra'Ellerata

Blason : "De gueules à la tour d'argent mouvant de la pointe, terrassée du même, surmontée d'une balance d'argent mouvant du chef, chargée sur la porte d'un serpent noué d'or, adextré et tête couronnée". Ce blason est celui porté par les Cortinchi de la branche de Petrellerata. On ignore encore si les autres branches de la famille avait un blason différent. 

## Alliances
Les principales alliances de la famille sont : Famille Da Mare, Maison de Massa, Cinarchesi, Famille Grimaldi, Avogari de Gentile.